# Regina Gordilho
Regina Helena Costa Gordilho, mais conhecida como Regina Gordilho (Salvador, 12 de maio de 1933 – Rio de Janeiro, 7 de junho de 2024) foi uma política brasileira. Exerceu os cargos de vereadora (1989–1991), deputada federal (1991–1995) e presidente da Câmara Municipal do Rio de Janeiro (1989–1990).

## Carreira
Regina Gordilho, então dona de uma confecção de roupas, ganhou notoriedade nacional quando em 17 de março de 1987, o seu filho, o estudante de Educação Física e professor de natação Marcellus Ribas Gordilho, então com 24 anos, foi preso por cinco policiais militares no bairro da Cidade de Deus, em Jacarepaguá, na cidade do Rio de Janeiro. Uma vez preso, o estudante foi vítima de espancamento e morto por parte dos policiais, fato testemunhado por alguns moradores e atestado pelo Instituto Médico-Legal em laudo. A partir disto, Regina Gordilho, realizou mobilizações públicas pedindo que os assassinos fossem punidos.
Ainda em 1987, os cinco acusados pela morte foram julgados e condenados a 18 meses, por terem se excedido culposamente, mas por serem réus primários, tiveram o direito de ficarem em liberdade. Já em dezembro de 1989, a 2ª Câmara Criminal do Tribunal de Justiça os absolveu por unanimidade; O desembargador votou pela absolvição argumentando que Marcellus teria morrido em consequência da cardiopatia de que era portador, as escoriações no corpo do estudante — marcas comuns nos casos de agressões com golpes de cassetete e chutes — foram provocadas pelo atrito do corpo do rapaz com o chão. Regina sustentou, com base no laudo, que seu filho foi morto por ação contundente, após bárbaro espancamento, que causou fratura de crânio e edema pulmonar.
Diante da comoção e indignação popular provocada pelo fato, Regina Gordilho filiou-se ao Partido Democrático Trabalhista (PDT), usando o discurso de combate a impunidade e a violência policial; acabou por ser eleita vereadora com significativa quantidade de votos, tomou posse em janeiro de 1989 e foi eleita presidente da Câmara Municipal.
Em 1990, elegeu-se deputada federal pelo Rio de Janeiro. Na sessão da Câmara dos Deputados de 29 de setembro de 1992, votou a favor da abertura do processo de impeachment do presidente Fernando Collor de Melo. Desentendimentos com Leonel Brizola, governador do Rio de Janeiro e presidente do partido, fizeram com que Regina Gordilho se mudasse para o Partido Republicano Progressista (PRP), sob cuja legenda Regina Gordilho lançou-se campanha pela prefeitura do Rio de Janeiro. Derrotada nas eleições por César Maia, Regina retornou a Câmara dos Deputados. Reelegeu-se  deputada federal já sob a legenda do Partido de Reedificação da Ordem Nacional (PRONA).
Posteriormente, Gordilho filiou-se ao Partido da Social Democracia Brasileira (PSDB) onde tentou retornar em 1996 a Câmara Municipal do Rio de Janeiro como vereadora, mas não obteve os votos necessários. Pelo partido, concorreu novamente a uma vaga para a Câmara Federal em 1998 e 2002, mas foi derrotada. Em 2010, foi candidata a deputada estadual pelo PTC, sendo novamente derrotada. Regina Gordilho fundou a Associação dos Parentes e Amigos das Vítimas da Violência e declarou-se publicamente a favor da pena de morte, mas desde então, não se envolveu mais na política.
Morreu em 7 de junho de 2024, aos 91 anos.